# Эспаррон-де-Вердон
Эспарро́н-де-Вердо́н (фр. Esparron-de-Verdon, окс. Esparron de Verdon) — коммуна во Франции, находится в регионе Прованс — Альпы — Лазурный Берег. Департамент коммуны — Альпы Верхнего Прованса. Входит в состав кантона Рье. Округ коммуны — Динь-ле-Бен.
Код INSEE коммуны — 04081.

## Население
Население коммуны на 2008 год составляло 430 человек.
| 1962 | 1968 | 1975 | 1982 | 1990 | 1999 | 2008 |
| ---- | ---- | ---- | ---- | ---- | ---- | ---- |
| 65   | 81   | 118  | 206  | 290  | 312  | 430  |

## Экономика
В 2007 году среди 240 человек в трудоспособном возрасте (15—64 лет) 153 были экономически активными, 87 — неактивными (показатель активности — 63,8 %, в 1999 году было 61,7 %). Из 153 активных работали 130 человек (76 мужчин и 54 женщины), безработных было 23 (11 мужчин и 12 женщин). Среди 87 неактивных 15 человек были учениками или студентами, 43 — пенсионерами, 29 были неактивными по другим причинам.

## Города-побратимы
- Бад-Кроцинген (Германия) с 1985 года

## Фотогалерея

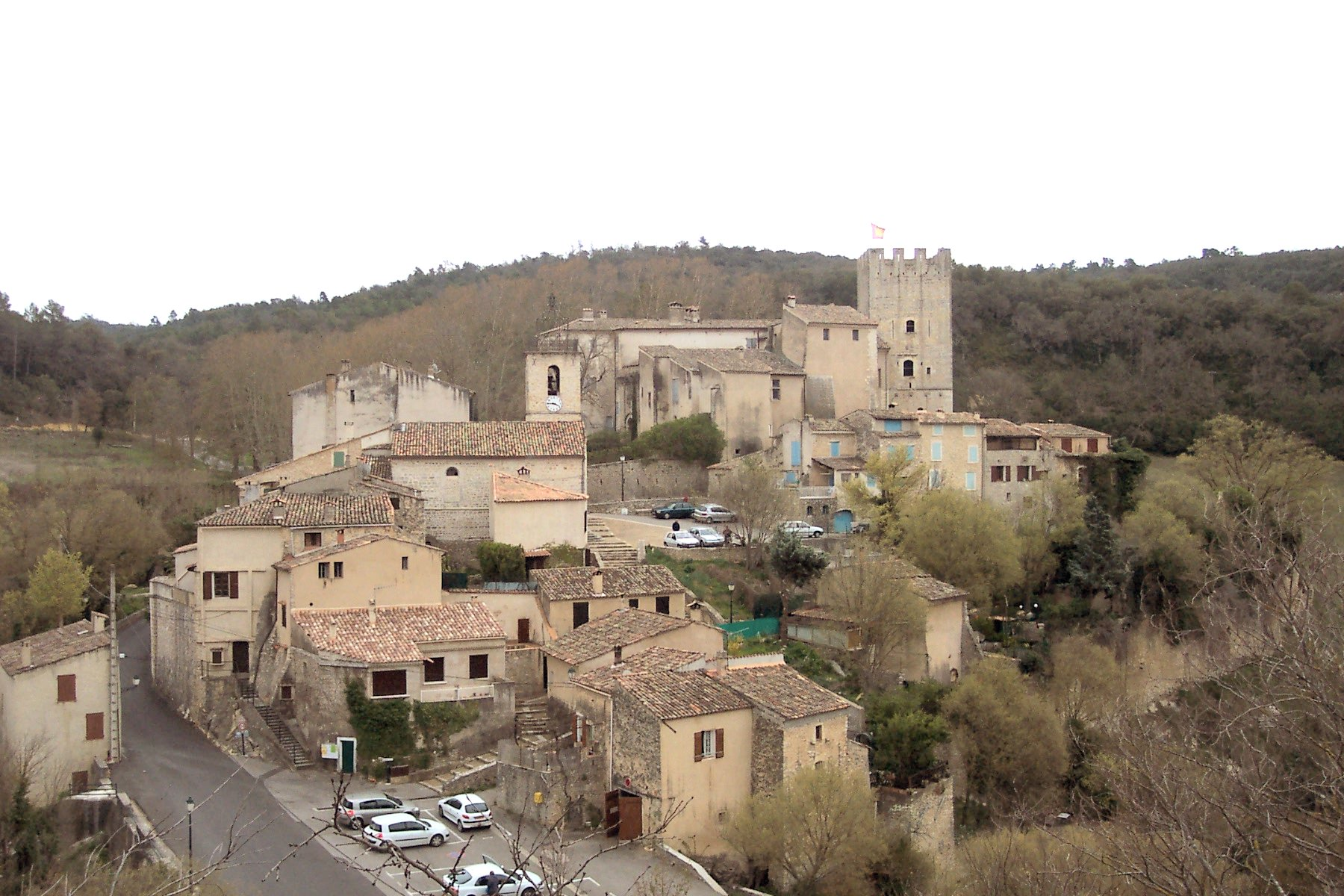
Эспаррон-де-Вердон
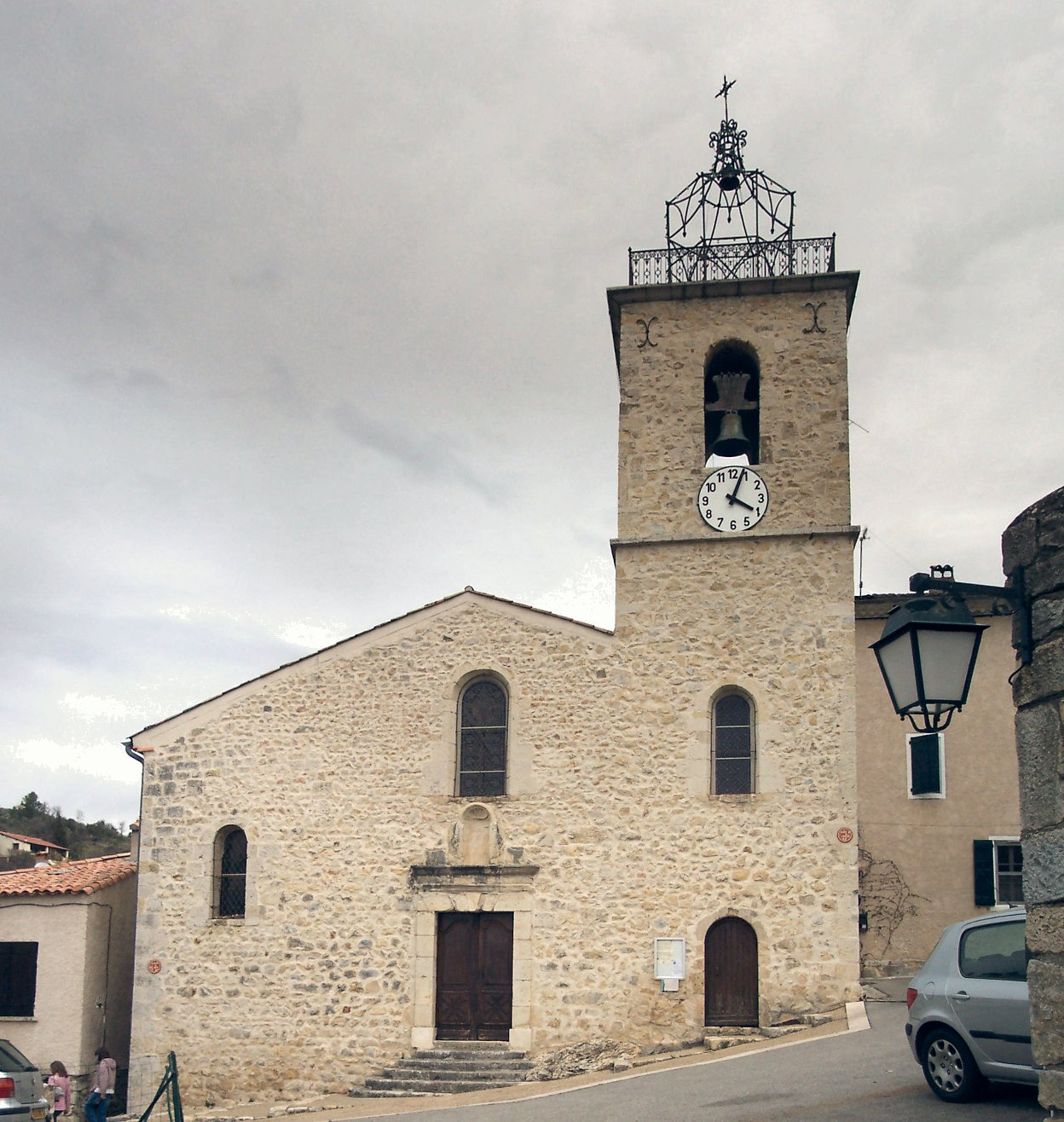
Церковь Сент-Андре
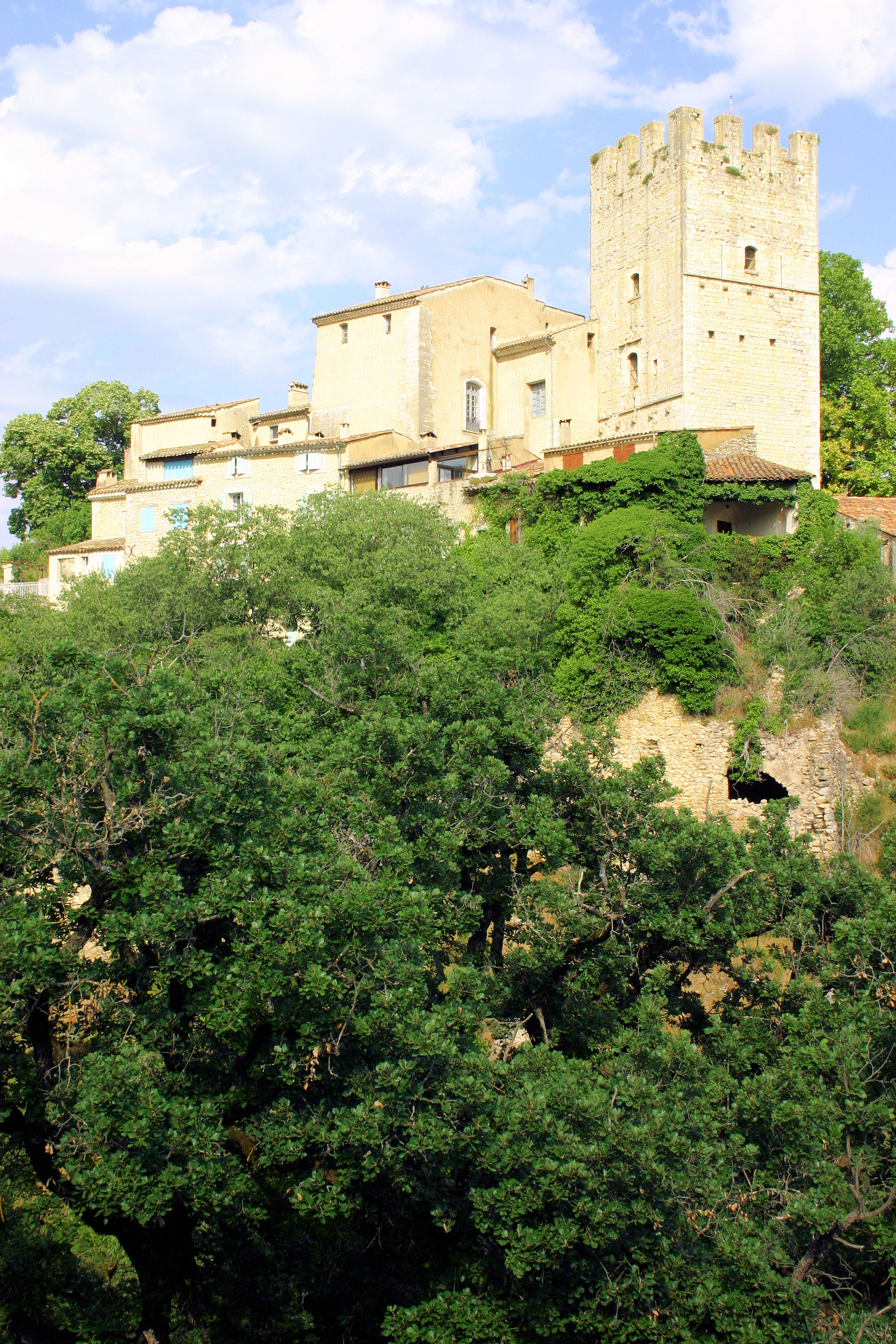
Замок
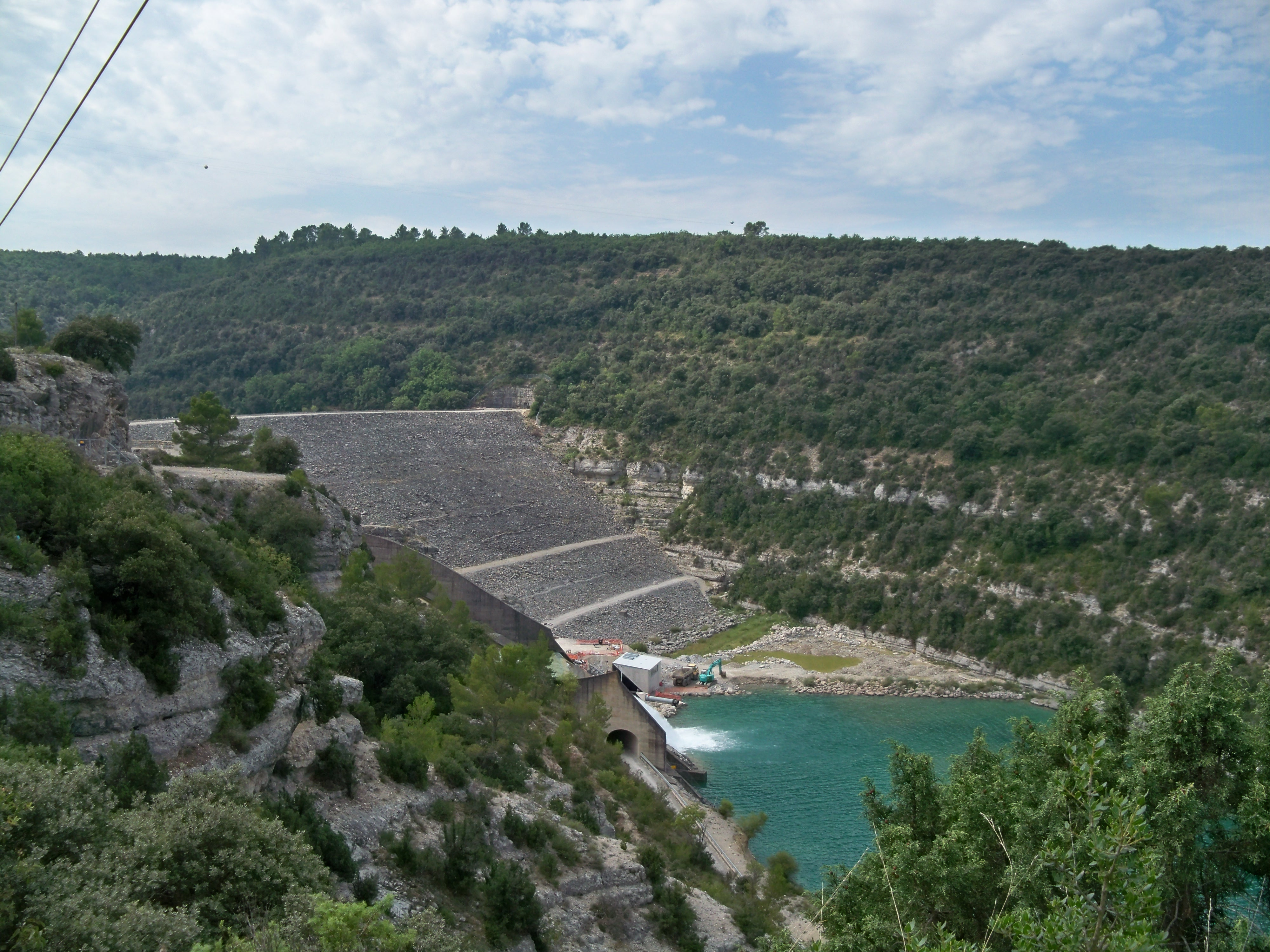
Плотина Эспаррон